# Wild West Cowboys of Moo Mesa
Wild West Cowboys of Moo Mesa est un jeu vidéo de type run and gun, inspiré du dessin animé Les Cow-Boys de Moo Mesa, développé et édité par Konami en 1992  sur borne d'arcade.